# Margaret Mazzantini
Margaret Mazzantini (Dublino, 27 ottobre 1961) è una scrittrice, drammaturga, attrice e sceneggiatrice italiana.

## Biografia
Nasce a Dublino, dove vive per circa tre anni prima di trasferirsi con la famiglia a Tivoli, nei pressi di Roma. Figlia dello scrittore Carlo Mazzantini e della pittrice irlandese Anne Donnelly, è sorella dell'attrice Giselda Volodi.
Dopo aver conseguito la maturità classica, nel 1982 si diploma presso l'Accademia nazionale d'arte drammatica. Nella stagione 1982-1983 vince il premio Ubu come nuova attrice per le sue interpretazioni teatrali in Ifigenia in Tauride e Venezia salvata. Successivamente si esibisce come attrice di teatro, cinema e televisione.
Esordisce in letteratura con Il catino di zinco (Marsilio, 1994), vincitore del premio Opera Prima Rapallo-Carige e del premio Selezione Campiello - Selezione Giuria dei Letterati.
Nel 1995 scrive la pièce Manola, interpretandola a teatro insieme a Nancy Brilli, con la regia di Sergio Castellitto. Nel 1998 il testo viene pubblicato sotto forma di romanzo.
Nel 1999 esce Libero Burro, primo film diretto da Sergio Castellitto, nel quale figura come attrice e sceneggiatrice.
Con il romanzo Non ti muovere (Mondadori, 2002) ha vinto, tra gli altri, il premio Strega, il premio Rapallo-Carige e il premio Grinzane Cavour. Nel 2004 viene tratto l'omonimo film con Penélope Cruz, diretto da Sergio Castellitto; nello stesso anno la Mazzantini pubblica Zorro. Un eremita sul marciapiede, basato su un suo monologo teatrale del 2000.
Nel 2003 è stata insignita del titolo di Cavaliere Ordine al merito della Repubblica Italiana su iniziativa del presidente della Repubblica, Carlo Azeglio Ciampi.
Nel 2008 esce il romanzo Venuto al mondo, vincitore, tra gli altri, del premio Campiello 2009 e da cui nel 2012 viene tratto l'omonimo film con Penélope Cruz, diretto da Sergio Castellitto.
Nel 2010 esce il film La bellezza del somaro, diretto da Sergio Castellitto, di cui ha scritto la sceneggiatura.
Nel 2011 viene pubblicato il romanzo Nessuno si salva da solo, vincitore del premio Flaiano, da cui nel 2015 viene tratto l'omonimo film con Jasmine Trinca e Riccardo Scamarcio, diretto da Sergio Castellitto.
Sempre nel 2011 esce Mare al mattino, novella edita da Einaudi e vincitrice del premio Cesare Pavese e del premio Matteotti.
Nel 2013 viene pubblicato il suo ultimo romanzo Splendore, edito da Mondadori.
Nel 2017 esce Fortunata, film diretto da Sergio Castellitto, di cui ha scritto la sceneggiatura.
Nel 2021 ha scritto la sceneggiatura per il film Il materiale emotivo, diretto ed interpretato da Sergio Castellitto, che impersona il personaggio centrale di Vincenzo.
Il 2 giugno 2022 è stata insignita del titolo di Ufficiale Ordine al merito della Repubblica Italiana su iniziativa del Presidente del Consiglio dei ministri, Mario Draghi.
I suoi libri hanno venduto milioni di copie e sono tradotti in trentacinque lingue.

## Vita privata
Dal 1987 è sposata con l'attore e regista Sergio Castellitto con cui ha avuto quattro figli: Pietro, Maria, Anna e Cesare. I due si erano incontrati nelle Tre sorelle di Čechov, a Genova nel 1985, dove recitavano entrambi. «Margaret era già una diva - se diva si può dire di un'attrice di teatro diventata famosa a vent'anni recitando Goethe -, Sergio era ancora nell'ombra, (...)».

## Filmografia

Margaret Mazzantini in una scena del film Festival (1996)

### Attrice

#### Cinema
- Antropophagus, regia di Joe D'Amato (1980)
- La vocazione di Suor Teresa, regia di Brunello Rondi (1982)
- Un caso d'incoscienza, regia di Emidio Greco (1984)
- Una fredda mattina di maggio, regia di Vittorio Sindoni (1989)
- Nulla ci può fermare, regia di Antonello Grimaldi (1992)
- Il sogno della farfalla, regia di Marco Bellocchio (1992)
- Quando le montagne finiscono, regia di Daniele Carnacina (1994)
- Il cielo è sempre più blu, regia di Antonello Grimaldi (1995)
- Festival, regia di Pupi Avati (1996)
- Il barbiere di Rio, regia di Giovanni Veronesi (1996)
- Libero Burro, regia di Sergio Castellitto (1999)
- Non ti muovere, regia di Sergio Castellitto (2004)

#### Televisione
- Un delitto, regia di Salvatore Nocita – film TV (1984)
- Sentimental – varietà in tre puntate di Sergio Bazzini, regia di Enzo Muzii, con Sergio Castellitto, Roberto Murolo, Remo Girone (1985)
- Il cuore di mamma, regia di Gioia Benelli (1987)
- Delitti e caviale, regia di S. Kurt (1990)
- Un cane sciolto 2, regia di Giorgio Capitani – miniserie TV (1991)
- Il commissario Corso – serie TV (1991)

### Sceneggiatrice
- Libero Burro, regia di Sergio Castellitto (1999)
- Non ti muovere, regia di Sergio Castellitto (2004)
- La bellezza del somaro, regia di Sergio Castellitto (2010)
- Venuto al mondo, regia di Sergio Castellitto (2012)
- Nessuno si salva da solo, regia di Sergio Castellitto (2015)
- Fortunata, regia di Sergio Castellitto (2017)
- Il materiale emotivo, regia di Sergio Castellitto (2021)

## Teatro

### Adattamenti
- Il dubbio di John Patrick Shanley (2008-2013)

## Opere

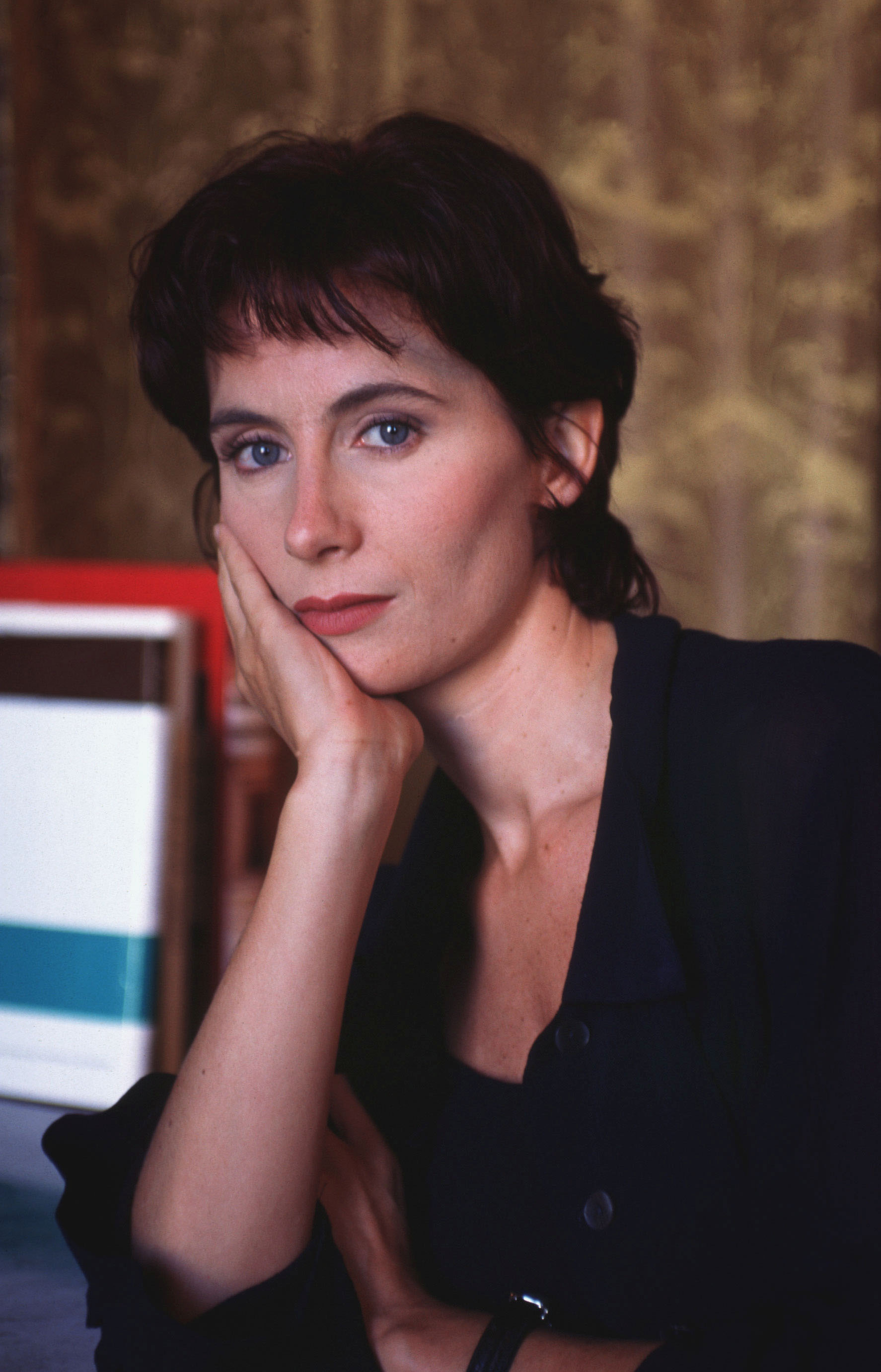
Margaret Mazzantini finalista al Premio Campiello del 1994

- Il catino di zinco, Venezia, Marsilio, 1994 ISBN 88-317-5897-7.
- Manola, Milano, Mondadori, 1998, ISBN 88-04-45879-8.
- Non ti muovere, Milano, Mondadori, 2001 ISBN 88-04-48947-2.
- Zorro. Un eremita sul marciapiede, Milano, Mondadori, 2004, ISBN 88-04-53516-4, SBN UBO2481362.
- Venuto al mondo, Milano, Mondadori, 2008 ISBN 978-88-04-57370-8.
- Nessuno si salva da solo, Milano, Mondadori, 2011 ISBN 978-88-04-60865-3.
- Mare al mattino, Torino, Einaudi, 2011 ISBN 978-88-06-21113-4.
- Splendore, Milano, Mondadori, 2013 ISBN 978-88-04-63808-7.